# Eternal (赤西仁の曲)
「Eternal」（エターナル）は、赤西仁の日本での1枚目のシングル。2011年3月2日にワーナーミュージック・ジャパンから発売。

## 概要
男性アイドルグループ・KAT-TUNを脱退しソロアーティストとして活動している赤西仁の、ワーナー・ミュージック・グループ移籍後初、かつ、初の本人名義シングル。仕様は4形態で同時発売。
表題曲「Eternal」は、発表時より歌詞が書き換えられて新録されている。
カップリング曲「ムラサキ」は、2004年12月28日-2005年1月10日で行われたコンサート『KAT-TUN Live 海賊帆』で初披露された楽曲。
両曲とも赤西本人が作詞・作曲を手掛けている。
2011年1月14日-2月17日で行われたコンサート『Yellow Gold Tour 3011 赤西仁 全米ツアー凱旋ライブ3011』の会場で当CDを予約した人には、1枚につき「本人直筆メッセージ付き特製ポストカード」等がプレゼントされた。特製ポストカードは、4会場ごと、4CD形態ごとに異なるデザインである。

## 収録曲

### 初回生産限定盤A
1. Eternal
作詞・作曲：赤西仁、編曲：栗林悟
2. ムラサキ
作詞・作曲：赤西仁、編曲：石塚知生
3. Eternal（Instrumental）
4. ムラサキ（Instrumental）

DVD
「Eternal」ビデオ･クリップ＋メイキング

### 初回生産限定盤B
1. Eternal
2. ムラサキ
3. Eternal（Instrumental）
4. ムラサキ（Instrumental）

- 24Pスペシャル･フォト･ブックレット付き

### 通常盤
1. Eternal
2. ムラサキ
3. Eternal（Instrumental）
4. ムラサキ（Instrumental）

- 特製ステッカー封入（初回プレス分のみ）

### ツアー会場予約限定盤
1. Eternal
2. ムラサキ
3. Eternal（Instrumental）
4. ムラサキ（Instrumental）